# Barnhartia
Barnhartia é um género botânico pertencente à família Polygalaceae.